# Scarabaeus intermedius
Scarabaeus intermedius är en skalbaggsart som beskrevs av Gillet 1909. Scarabaeus intermedius ingår i släktet Scarabaeus och familjen bladhorningar. Inga underarter finns listade i Catalogue of Life.